# At-Tur
at-Tur (arabiska الطور, at-Tūr), även El Tor,  al-Tur eller Tur Sinai, tidigare Raithu,  är en ort på Sinaihalvön i Egypten. Den är administrativ huvudort för guvernementet Sina al-Janubiyya. Folkmängden uppgår till drygt 20 000 invånare (2016).